# Élections législatives de 1978 dans la Haute-Saône
Les élections législatives françaises de 1978 se déroulent les 12 et 19 mars 1978. Dans le département de la Haute-Saône, deux députés sont à élire dans le cadre de deux circonscriptions.

## Élus
| Circonscription | Député sortant       | Parti | Parti | Député élu ou réélu  | Parti | Parti     |
| --------------- | -------------------- | ----- | ----- | -------------------- | ----- | --------- |
| 1re             | Pierre Vitter        |       | RI    | Pierre Chantelat     |       | UDF (PR)  |
| 2e              | Jean-Jacques Beucler |       | CDS   | Jean-Jacques Beucler |       | UDF (CDS) |

## Résultats

### Résultats à l'échelle du département
| Parti          | Parti                              | Premier tour | Premier tour | Second tour | Second tour | Sièges |
| Parti          | Parti                              | Voix         | %            | Voix        | %           | Sièges |
| -------------- | ---------------------------------- | ------------ | ------------ | ----------- | ----------- | ------ |
|                | Union pour la démocratie française | 50 003       | 38,33        | 70 641      | 52,03       | 2      |
|                | Rassemblement pour la République   | 14 290       | 10,95        | Retrait     | Retrait     | 0      |
|                | Majorité présidentielle            | 64 293       | 49,28        | 70 641      | 52,03       | 2      |
|                |                                    |              |              |             |             |        |
|                | Parti socialiste                   | 30 919       | 23,70        | 65 132      | 47,97       | 0      |
|                | Parti communiste français          | 15 737       | 12,06        |             |             | 0      |
|                | Mouvement des radicaux de gauche   | 13 630       | 10,45        | Retrait     | Retrait     | 0      |
|                | Union de la gauche                 | 60 286       | 46,21        | 65 132      | 47,97       | 0      |
|                |                                    |              |              |             |             |        |
|                | Extrême gauche dont LO             | 2 630        | 2,02         |             |             | 0      |
|                | Écologie 78                        | 1 883        | 1,44         | 0           |             |        |
|                | Parti socialiste unifié            | 945          | 0,72         | 0           |             |        |
|                | Front national                     | 431          | 0,33         | 0           |             |        |
|                |                                    |              |              |             |             |        |
| Inscrits       | Inscrits                           | 154 130      | 100,00       | 154 127     | 100,00      | 2      |
| Abstentions    | Abstentions                        | 20 861       | 13,53        | 15 993      | 10,38       |        |
| Votants        | Votants                            | 133 269      | 86,47        | 138 134     | 89,62       |        |
| Blancs et nuls | Blancs et nuls                     | 2 801        | 2,1          | 2 361       | 1,71        |        |
| Exprimés       | Exprimés                           | 130 468      | 97,9         | 135 773     | 98,29       |        |

### Résultats par circonscription

#### Première circonscription (Vesoul)
| Candidat       | Candidat             | Parti          | Premier tour | Premier tour | Second tour | Second tour |  |
| Candidat       | Candidat             | Parti          | Voix         | %            | Voix        | %           |  |
| -------------- | -------------------- | -------------- | ------------ | ------------ | ----------- | ----------- |  |
|                | Pierre Chantelat élu | UDF (PR)       | 18 277       | 29           | 34 565      | 52,4        |  |
|                | Victor Magnin        | PS             | 18 218       | 28,91        | 31 404      | 47,6        |  |
|                | Jean-Claude Duverget | RPR            | 14 290       | 22,67        | Retrait     | Retrait     |  |
|                | Guy Jeanblanc        | PCF            | 7 306        | 11,59        |             |             |  |
|                | Ida Royer            | MRG            | 2 392        | 3,8          |             |             |  |
|                | Christiane Petitot   | LO             | 1 203        | 1,91         |             |             |  |
|                | Alain Goguey         | PSU (FA)       | 945          | 1,5          |             |             |  |
|                | Edmond Chatel        | diss. PCF      | 392          | 0,62         |             |             |  |
|                |                      |                |              |              |             |             |  |
| Inscrits       | Inscrits             | Inscrits       | 75 878       | 100,00       | 75 882      | 100,00      |  |
| Abstentions    | Abstentions          | Abstentions    | 11 539       | 15,21        | 8 851       | 11,66       |  |
| Votants        | Votants              | Votants        | 64 339       | 84,79        | 67 031      | 88,34       |  |
| Blancs et nuls | Blancs et nuls       | Blancs et nuls | 1 316        | 2,05         | 1 062       | 1,58        |  |
| Exprimés       | Exprimés             | Exprimés       | 63 023       | 97,95        | 65 969      | 98,42       |  |

#### Deuxième circonscription (Lure)
| Candidat       | Candidat                           | Parti          | Premier tour | Premier tour | Second tour | Second tour |  |
| Candidat       | Candidat                           | Parti          | Voix         | %            | Voix        | %           |  |
| -------------- | ---------------------------------- | -------------- | ------------ | ------------ | ----------- | ----------- |  |
|                | Jean-Jacques Beucler sortant réélu | UDF (CDS)      | 31 726       | 47,04        | 36 076      | 51,68       |  |
|                | Jean-Pierre Michel                 | PS             | 12 701       | 18,83        | 33 728      | 48,32       |  |
|                | Jacques Maroselli                  | MRG            | 11 238       | 16,66        | Retrait     | Retrait     |  |
|                | Hubert Guerrin                     | PCF            | 8 431        | 12,5         |             |             |  |
|                | Jean Louis                         | Écologie 78    | 1 883        | 2,79         |             |             |  |
|                | Noël Hennequin                     | LO             | 1 035        | 1,53         |             |             |  |
|                | Joël Perdriset                     | FN             | 431          | 0,64         |             |             |  |
|                |                                    |                |              |              |             |             |  |
| Inscrits       | Inscrits                           | Inscrits       | 78 252       | 100,00       | 78 245      | 100,00      |  |
| Abstentions    | Abstentions                        | Abstentions    | 9 322        | 11,91        | 7 142       | 9,13        |  |
| Votants        | Votants                            | Votants        | 68 930       | 88,09        | 71 103      | 90,87       |  |
| Blancs et nuls | Blancs et nuls                     | Blancs et nuls | 1 485        | 2,15         | 1 299       | 1,83        |  |
| Exprimés       | Exprimés                           | Exprimés       | 67 445       | 97,85        | 69 804      | 98,17       |  |